# 碧江县
碧江县，是中华人民共和国云南省怒江傈僳族自治州已经撤销的一个建制县，其所辖区域归于泸水县和福贡县管辖。

## 历史
1912年，云南地方政府派遣怒俅殖边队进驻，设立知子罗殖边公署。1916年，知子罗殖边公署改为知子罗行政委员公署。1932年，知子罗行政委员公署改设碧江设治局。后碧江设治局归属丽江行政督察专员公署管辖。
1949年，碧江和平解放。1950年，碧江设治区改为碧江县，县政府设立在知子罗，隶属丽江专区。1952年，碧江县改为碧江县傈僳族自治区（县级）。1954年，碧江县傈僳族自治区改为碧江县。1954年8月23日，怒江傈僳族自治区设立，自治区人民政府驻地在碧江县知子罗，碧江县归属怒江傈僳族自治区管辖。1957年1月18日，怒江傈僳族自治区改为怒江傈僳族自治州，碧江县归属怒江傈僳族自治州管辖。
1959年，中国人民解放军7625部队的团部设立在碧江县。
1974年，怒江傈僳族自治州政府从知子罗迁移到泸水县六库镇。
1979年9月20日至10月6日，碧江县连续下了16天大暴雨，造成60年来最大洪灾，全县死亡23人，重伤16人，县城北部和南部出现多处滑坡和开裂，最长开裂达50米，地面下陷1米多。1983年，知子罗东面出现了小滑坡后，出现“知子罗处在巨大的滑坡山体上，很有可能遭受到毁灭性滑坡”的观点，因此碧江县开始筹划县城搬迁计划。
1986年9月24日，经国务院批准，撤销碧江县，原碧江县所属古登区、洛本区归属泸水县管辖，原碧江县所属架子底区、子里甲区、匹河区划属福贡县管辖。
1986年12月，碧江县撤销。

## 行政区划
撤销前，碧江县下辖五个区公所：古登区、洛本区、架子底区、子里甲区、匹河区。

## 公路
1961年，碧江县建立第一条公路瓦窑——碧江公路。这条公路全长199公里，其中怒江境内为150公里。